# Астерикс на Олимпийските игри
 За едноименния филм вижте Астерикс на Олимпийските игри (филм).  
Астерикс на Олимпийските игри е 12-ият комикс за приключенията на героя Астерикс. Публикуван за пръв път през 1968. В комикса се иронизира използването на допинг в спортните състезания.
Когато героите пристигат в Елада, за да се състезават за олимпийските игри, с учудване разбират, че магическият еликсир, който дава сили на галите, е забранен на игрите. Римляните, обаче, искат да се сдобият с еликсира, за да победят най-накрая галите. Това дава повод на Астерикс и Панорамикс да приготвят капан на римляните – те оставят еликсира, така че римляните да имат достъп до него. В резултат, всички римляни вземат от еликсира, заради което езиците им стават сини – така те са разпознати и дисквалифицирани, а галите отново печелят игрите.
По комикса е заснет филм с премиера на 25 януари 2008 г. в Полша и на 30 януари в България. Режисьор на филма е Фредерик Форестие. Участват френските кино и филмови звезди Ален Делон и Жерар Депардийо, както и световните знаменитости Зинедин Зидан, Дейвид Бекъм, Тони Паркър, Михаел Шумахер, Жан Тод и Амели Моресмо.